# Pierre-Louis Villot-Dufey
Pierre-Louis Villot-Dufey oder auch Du Feÿ (* 1664 in Montpellier; † 19. August 1736 in Paris) war ein französischer Schauspieler. 

## Leben
Pierre-Louis Villot-Dufey debütierte in der Rolle des Nicoméde 1694 an der Comédie-Française, wo er  1695 zum Sociétaire de la Comédie-Française, also festes Mitglied des Ensembles wurde. Er spielte zunächst tragische und komische Nebenrollen. 1700 verkörpert er Agénor in der Komödie Démocrite von Jean-François Regnard.
Als Sprecher der Truppe verteidigte er die königlichen Privilegien bei den Behörden, denn die Theater der Jahrmärkte zogen viele Zuschauer von der Comédie-Française ab, die eine gefährliche Konkurrenz sah. Nach zahlreichen Prozessen erwirkte die Comédie-Française ein Verbot von Aufführungen mit Dialogen. Die Jahrmarktspieler sollten sich auf Seiltanzen, Jonglieren und Darbietungen ohne hochsprachliche Konversation beschränken. Aber diese hintertrieben die Verbote mit List und Witz durch Monologe, Jargonunterhaltungen und Hochzeigen von Schrifttafeln. Nun spitzte sich die Situation dramatisch zu. 1709 ließen Dufey und Dancourt gemäß Gerichtsentscheid, aber entgegen einem widersprechenden höherinstanzlichem Erlass den Verschlag des Schweizers Holtz auf dem Markt St. Germain von Gerichtsdienern niederreißen. Sie wurden jeder zu einer Buße von 360 Livres sowie die Comedie als solche zu 6000 Livres verurteilt. Erst ein Jahr darauf kassierte der Private Königliche Rat das Urteil des Großen Rates.
Dufey wurde 1712 zusammen mit seiner Frau Marie-Anne Deschamps, Tochter des Schauspielers Villiers der Jüngere, pensioniert und starb am 19. August 1736 im Alter von 72 Jahren.